# Prime de liquidité
La prime de liquidité (appelée aussi prime de terme ou prime de risque) est une rémunération complémentaire versée aux investisseurs afin de compenser le manque de liquidité de l'actif acheté. Ainsi les investisseurs, selon la théorie de la préférence pour la liquidité, demandent un taux d'intérêt plus élevé pour des obligations à long terme, ou pour des actifs dont le marché est peu liquide, que pour des actifs comparables sans ces caractéristiques.

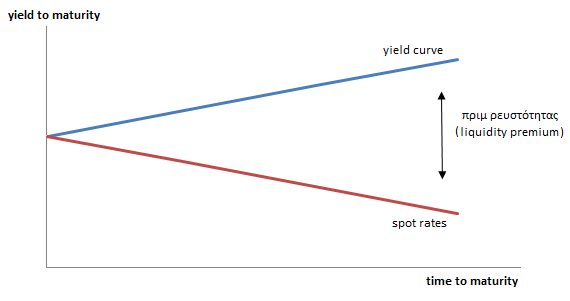
La prime de liquidité explique l'augmentation des taux d'intérêts avec la maturité